# Aérodrome de Nuku Hiva
 (avril 2025).
L'aérodrome de Nuku Hiva (code IATA : NHV • code OACI : NTMD) est situé à 35 km de route du village de Taiohae sur l'île de Nuku Hiva dans l'archipel des Marquises en Polynésie française. Il est aussi dénommé 'Nuku a TaHa (signifiant Terre déserte).

## Situation
| Nengo-Nengo Marutea-Sud Nukutepipi Ahe Anaa Apataki Arutua Hiva Oa Bora-Bora Tahiti-Fa'a'ā Faaite Fakarava Fangatau Hao Fakahina Hikueru Huahine Kaukura Katiu Kauehi Makemo Manihi Mataiva Maupiti Moorea Napuka Niau Nuku Hiva Nukutavake Puka-Puka Pukarua Raiatea Raivavae Rangiroa Raroia Reao Rimatara Rurutu Takapoto Takaroa Takume Tatakoto Tikehau Totegegie Tubuai Tureia Ua Huka Ua Pou Vahitahi |

## Compagnies et destinations
| Compagnies | Destinations                                 |
| ---------- | -------------------------------------------- |
| Air Moana  | Tahiti-Faaa                                  |
| Air Tahiti | Hiva Oa-Atuona, Tahiti-Faaa, Ua Huka, Ua Pou |

Edité le 19 décembre 2022

## Statistiques
Pour des raisons techniques, il est temporairement impossible d'afficher le graphique qui aurait dû être présenté ici.

Voir la requête brute et les sources sur Wikidata.